# Билертал
Билертал (њем. Bühlertal) општина је у њемачкој савезној држави Баден-Виртемберг. Једно је од 23 општинска средишта округа Раштат. Према процјени из 2010. у општини је живјело 7.997 становника. Посједује регионалну шифру (AGS) 8216008.

## Географски и демографски подаци
Билертал се налази у савезној држави Баден-Виртемберг у округу Раштат. Општина се налази на надморској висини од 196 метара. Површина општине износи 17,7 km². У самом мјесту је, према процјени из 2010. године, живјело 7.997 становника. Просјечна густина становништва износи 452 становника/km².
- Билертал - Bühlertal